# Michel Paul Guy de Chabanon
Pour les articles homonymes, voir Chabanon (homonymie).
Michel Paul Guy de Chabanon, né à Limonade, Saint-Domingue en 1730 et mort à Paris le 10 juin 1792, est un théoricien de la musique et un homme de lettres français.

## Biographie

### Famille
Michel Paul Guy de Chabanon est le fils de Michel Chabanon, un Français installé dans la colonie de Saint-Domingue, où il possède une sucrerie dans le quartier de Limonade, et de Madeleine Bouchaud.
Son frère aîné, Jean-Charles Michel Chabanon-Dessalines, devient député de Saint-Domingue à l’Assemblée nationale. Son frère cadet, Charles-Antoine Chabanon de Maugris, devient  auteur et musicien.
Il est le cousin de Charlotte Madelaine Louise de Pernet, né en 1766  à Saint-Domingue, fille de Charles Hyacinthe de Pernet, écuyer, et de Marie Louise Bouchaud de La Foresterie. Il devient curateur et tuteur de la jeune fille, orpheline en 1781, jusqu'à ce qu'elle épouse René Armand Levasseur de Villeblanche l'année suivante. En 1785, Chabanon dédicace à sa cousine, devenue Madame de Villeblanche, trois sonates pour clavecin, avec accompagnement de violon.

### Parcours
Chabanon fit son éducation en France, où il avait une partie de sa famille. De 1737 à 1745, il est pensionnaire au Collège Louis-le-Grand: il y fait ses premières expériences théâtrales, en dansant chaque année dans le grand ballet représenté lors de la distribution des prix. Il fut détourné pendant quelques années de la carrière des lettres auxquelles de bonnes études chez les Jésuites semblaient le destiner, par un talent précoce pour la musique, auquel il dut ses premiers succès dans le monde et l’amitié de chevalier de Saint-George, le célèbre violoniste, dont il devint l’émule après avoir été l’élève.
Nature inquiète et ardente, Chabanon passa dès sa jeunesse d’un mysticisme exalté à l’incrédulité philosophique de son temps et, quelques années plus tard, un goût très vif pour l’érudition remplaça sa passion pour les arts. Oubliant alors ses premiers débuts et les attraits d’un monde où il était recherché, il s’enferma dans une retraite absolue et devint, en 1760 bon helléniste et membre de l’Académie des inscriptions, à trente ans. Pour l’amour du grec, la docte compagnie avait reçu à bras ouverts le jeune érudit qui se présentait à elle avec le bagage assez léger d’un discours sur Homère et d’une traduction de Pindare, ce qui fit dire à un plaisant que le chemin de l’Académie était pavé de bonnes intentions. Ses traductions sont jugées au XIXe siècle comme « peu fidèles, mais ne manquant pas d’élégance et de facilité ».
Diderot et D’Alembert, devenus ses amis, le menèrent chez Marie-Thérèse Geoffrin, dont le salon réunissait les savants, les artistes et les lettrés. Un petit roman d’amour, dont il traça plus tard le récit1, et où se reconnaît le sensualisme sentimental et raisonneur de la Nouvelle Héloïse, offre encore un de ces contrastes fréquents dans la vie de Chabanon, et qui relèvent la figure un peu effacée de l’académicien.
Après tous ces essais, une tentative lui restait à faire : Chabanon voulut être poète. L’insuccès de ses tragédies d’Éponine (1762) et d’Eudoxie (1768) fut oublié en faveur d’un zèle sincère pour les lettres et d’une bonne grâce naturelle qui lui valut encore plus d’amis que ses vers ne rencontraient de critiques. L’Éloge de Rameau, une Épitre sur la poésie et la philosophie eurent plus de succès. Il fit à cette occasion le pèlerinage de Ferney, où commencèrent des rapports d’amitié dont la correspondance de Voltaire conserve le souvenir. Le matin on discutait des plans de tragédie, le soir on jouait celles du maître de la maison, et Chabanon se distinguait comme acteur, notamment dans la pièce des Scythes ; mais, comme auteur, il lui manquait le diable au corps. Aussi, quand il lisait les tirades un peu froides d’Eudoxie, Voltaire, s’agitant dans son fauteuil, lui criait : « Chauffez ! chauffez ! »
La variété des travaux de Chabanon nuisit sans doute à leur perfection ; en même temps qu’il publiait ses traductions de Pindare et de Théocrite et plusieurs mémoires sur la musique des anciens, il écrivait pour Gossec, qu’il avait rencontré vers 1770, l’opéra de Sabinus (1773) et un grand nombre de poésies, où manquent surtout, défaut assez singulier chez un musicien, le nombre et l’harmonie. Fidèle à ses premiers goûts, il fut un des fondateurs de ces Concerts des amateurs, alors célèbres, qui réunissaient la société la plus brillante à l’hôtel de Soubise.
Auteur d’un opéra, Sémélé, tragédie lyrique, et de plusieurs ouvrages sur la théorie de la musique dont les plus estimés sont des commentaires sur la musique dans l’œuvre d’Aristote, sa double identité de littérateur et de musicien lui a donné une optique unique pour examiner les liens entre la musique et le langage et développer une philosophie dont son œuvre est l’expression. Il a contribué à définir l’opéra comme genre musical. Il rédigea plusieurs articles pour les volumes Musique de l'Encyclopédie méthodique.
Mais sa grande ambition était d’entrer à l’Académie française ; en 1779, il y remplaça, au fauteuil 14, Étienne de Foncemagne, comme lui membre de l’Académie des inscriptions, et comme lui recherché pour l’aménité de son esprit et le charme de son caractère. Ses succès d’homme du monde avaient préparé pour lui les honneurs académiques, et son concurrent, Antoine-Marin Lemierre, put dire assez plaisamment : « M. de Chabanon t’emportera sur moi : il joue du violon et je ne joue que de la lyre ». Le duc de Duras, répondant au nouvel élu, lui dit avec autant de politesse que de mesure : « Un goût sain, un esprit éclairé par les bons principes et par les grands modèles de « l’antiquité, un style élégant et correct, des mœurs douces, une conduite noble et sage, tels sont, monsieur, les titres qui vous ont mérité l’estime du public et les suffrages de l’Académie ; car elle ne doit pas séparer des talents ces qualités qui donnent à l’homme de lettres une considération personnelle qui réfléchit sur les lettres elles-mêmes. »
D’agréables relations et de solides amitiés; un accueil bienveillant à de jeunes talents littéraires, tels que le poète Saint-Ange, le traducteur estimé d’Ovide ; le culte toujours entretenu des lettres; la publication de deux comédies en vers, l’Esprit de parti et le Faux Noble, et d’un nouveau recueil de poésies (1788), occupèrent ses dernières années.

## Œuvres

### Écrits sur la musique
- Observations sur la musique, et principalement sur la métaphysique de l'art, Paris, 1779
- Sur l’introduction des accords dans la musique des anciens, 1785
- De la Musique considérée en elle-même et dans ses rapports avec la parole, les langues, la poésie et le théâtre, 1785
- Lettre de M. de Chabanon sur les propriétés musicales de la langue, s. d.

### Partitions
- Trois Sonates pour le clavecin, accompagnement de violon, dédiées à Madame de Villeblanche, Paris, Sieber, 1785[1]

### Théâtre et poésie
- Éponine, 1762
- Eudoxie, tragédie en vers et en cinq actes, 1769
- Sabinus, tragédie lyrique en quatre actes de François-Joseph Gossec, représentée devant Sa Majesté à Versailles le 4 décembre 1773, et pour la première fois par l'Académie royale de musique le mardi 22 février 1774
- Vers sur Voltaire, 1778
- Œuvres de théâtre et autres poésies, 1788. Contiennent : 
  - L'Esprit de parti, ou les querelles à la mode, comédie en cinq actes et en vers
  - Le Faux Noble, comédie en cinq actes et en vers
  - La Toison d'or, tragédie lyrique, en quatre actes et en vers
  - Épître sur la manie des jardins anglais. Écrite l'an 1774
  - Seconde épître. L'auteur, dans l'Épître précédente, ayant paru fronder le goût du siècle en littérature, et attaquer les auteurs vivants, se rétracte ici. Il rend justice aux écrivains du siècle, et plaide leur cause contre les censeurs qui les attaquent injustement
  - Discours en vers, sur l'esprit de parti. 1775
  - Épître sur les charmes de la solitude. Composée près de Compiègne, en 1778
  - Le Rossignol et le musicien, histoire véritable. 1774
  - Réponse d'un jeune poète qui veut abandonner les muses, à un ami qui lui écrit pour l'en détourner
  - Entretien en vers, sur le traitement que l'on doit, dans la société, aux gens vicieux
  - Vers sur Voltaire, faits à la campagne, au moment de sa mort. 1778
  - Apothéose de Voltaire
  - Boutade contre les frondeurs. 1778
  - Épître sur l'adversité, à M. Thomas. 1782
  - Épître à M. de Rulhières, de l'Académie françaises. 1782
  - L'Honnête-homme (de Charles-Antoine Chabanon de Maugris)
  - On pense et agit peu d'après soi, discours en vers. 1780
  - Lausus et Ligdamon, histoire en vers. 1780
  - Essai sur la tragédie lyrique, poème divisé en trois épîtres (« Première épître, à M. Garat, professeur du lycée »; « Seconde épître. Le déjeuner »; « Troisième épître, adressée aux musiciens »)
- Priam au camp d'Achille tragédie en un acte, s. d.

### Traductions
- Les Odes pythiques de Pindare, avec des remarques, 1772
- Idylles de Théocrite, traduites en prose, avec quelques imitations en vers de cet auteur, précédées d'un essai sur les poëtes bucoliques , 1777
- Mémoire sur les "Problèmes" d'Aristote concernant la musique, traduits et commentés, s. d.

### Autres publications
- Éloge de M. Rameau, 1764
- Sur le sort de la poésie en ce siècle philosophe, 1764
- Vie du Dante, avec une notice détaillée de ses ouvrages, 1773
- Éloge historique de Louis-Joseph-Stanislas Leféron, premier commandant de la garde nationale de Compiègne, 1791
- Tableau de quelques circonstances de ma vie. Précis de ma liaison avec mon frère Maugris, ouvrages posthumes de Chabanon, publiés par Saint-Ange, 1795

## Pour approfondir